# 로베르트 보슈

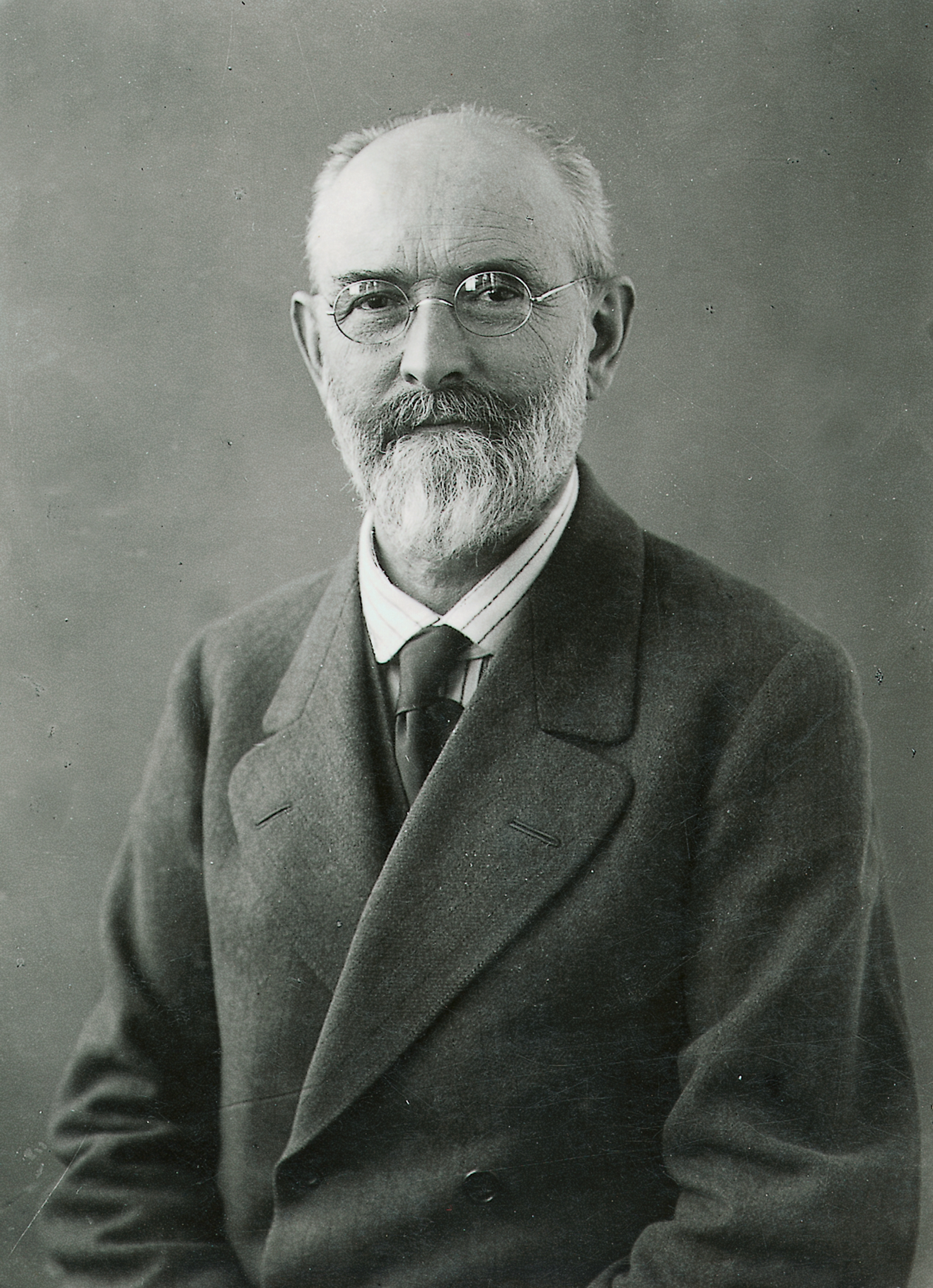

로베르트 보슈(독일어: Robert Bosch, 1861년 9월 23일 ~ 1942년 3월 12일)는 독일의 기업가로, 독일의 전기·전자기기 및 자동차 부품회사인 보쉬(Bosch)의 설립자이다.